# Московское общество урологов
Московское общество урологов (МОУ) (англ. Moscow Society of Urologists) — старейшее в России профессиональное объединение врачей и ученых в сферах урологии, онкологии и репродуктивного здоровья.
Основная деятельность общества сосредоточена на развитии отечественной урологии и всех ее направлений, оказания положительного влияния на здоровье населения России, объединение усилий известных урологов, ученых и общественных организаций занятых проблемами урологии, онкологии и репродуктивного здоровья.

## История
Московское общество урологов основано 4 апреля 1923 г. по инициативе Петра Фёдоровича Богданова. Первое заседание общества состоялось в Москве 20 апреля 1923 года, где Петр Федорович был избран его первым председателем. Несмотря на физические страдания, вызванные метастатическим поражением позвоночника на фоне рака почки, он не сдавался — почти ежедневно посещал клинику, проводил консультации пациентов, руководил научными заседаниями МОУ и до последнего дня своей жизни работал сам и руководил работой своих ближайших учеников.

Рихард Михайлович Фронштейн

С 1924 г. по 1947 гг. МОУ возглавлял заведующий кафедрой урологии медицинского факультета 1-го МГУ (с 1930 года — 1-й ММИ), директор урологической клиники 1-го Московского медицинского института, академик АМН СССР Рихард Михайлович Фронштейн. Под его руководством и с непосредственным участием было проведено более 400 заседаний Московского общества урологов, созвано 3 Российских съезда урологов, 2 Всесоюзные конференции и 4 расширенных пленума правления. Он был председателем оргбюро по созыву I съезда российских урологов (31 мая 1926 года), председателем II съезда российских урологов (29 мая 1927 года), Всероссийской (16-18 июня 1934 года) и Всесоюзной конференций (26-30 января 1937 года) урологов.
С 1947 г. и до конца жизни председателем Всесоюзного и Московского обществ урологов был А. П. Фрумкин. На заседаниях общества он лично выступил с 36 докладами и 27 демонстрациями, под его руководством заседания общества превратились в школу для урологов. В 1961 году провёл 4-ю Всесоюзную конференцию урологов.
Несколько лет Московским обществом урологов руководил Лев Исаакович Дунаевский.
В 1972 г. Всероссийское и Московское общества урологов возглавил Юрий Антонович Пытель. Под его руководством и при непосредственном участии сотрудников клиники организовано 11 пленумов и 4 съезда урологов России. Проводя их в различных городах России, Ю. А. Пытель преследовал идею развития и поднятия престижа урологии в регионах России. Юрия Антоновича по праву можно считать основоположником современной отечественной урологии и нефрологии. Крупнейший клиницист, хирург широкого профиля, всемирно известный ученый — он внес неоценимый вклад в развитие МОУ и советской медицины. Им выполнены основополагающие научные исследования по всем разделам урологии и нефрологии.
Длительное время Московским обществом урологов руководили известные урологи страны профессора В. Д. Рябинский, В. Н. Степанов, А. Г. Пугачев.
В 90-е годы МОУ возглавлял руководитель урологической клиники Центрального Ордена Ленина Института усовершенствования врачей, член-корр. РАН профессор В. Н. Степанов. Валерий Николаевич был одним из крупнейших урологов своего времени, известный и уважаемый во всем мире. В. Н. Степанов неоднократно и достойно представлял отечественную урологию на всемирных и европейских конгрессах, конференциях и симпозиумах, участвовал в дискуссиях.

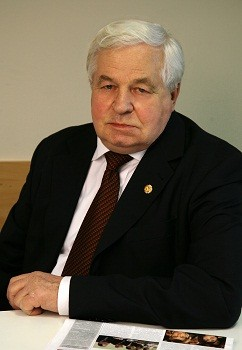
Юрий Геннадьевич Аляев

В 2012 году председателем Российского и Московского обществ урологов стал руководитель клиники и кафедры урологии Первого МГМУ им. И. М. Сеченова, член-корреспондент РАН, профессор Юрий Геннадиевич Аляев. Научная деятельность Юрия Геннадьевича охватывает практически все сферы урологии, его авторству принадлежат многие инновационные разработки.
С 2014 по 2024 г. общество возглавляла заведующая отделом инфекционно-воспалительных заболеваний и клинической фармакологии НИИ урологии и интервенционной радиологии им. Н. А. Лопаткина — филиала ФГБУ «НМИРЦ» Минздрава России, д.м.н., профессор Т. С. Перепанова.

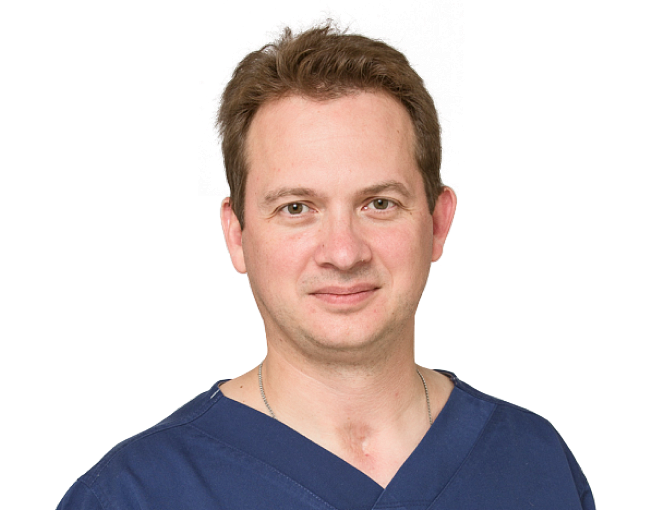
Евгений Валерьевич Шпоть

3 мая 2024 г. на очередном заседании, по предложению председателя Российского общества урологов академика Петра Глыбочко, новым председателем Московского общества урологов избран заместитель директора НИИ урологии и репродуктивного здоровья человека Сеченовского университета, профессор Евгений Валерьевич Шпоть. В последующие месяцы МОУ претерпело реорганизацию. Началась активная научно-исследовательская работа, инициирование и организация деятельности в области дополнительного образования и дополнительного профессионального образования, пересмотрен устав и структура общества. Заместителем председателя Московского общества урологов избран проф. Борис Яковлевич Алексеев, исполнительным директором Московского общества урологов назначен Артём Юрьевич Вотяков.
За всю историю общества было проведено более 1160 заседаний. В настоящее время основной базой Московского общества урологов выступает Сеченовский университет.

## Структура и руководство МОУ
С мая 2024 г. Председателем Московского общества урологов избран заместитель директора НИИ урологии и репродуктивного здоровья человека Сеченовского университета, профессор Евгений Валерьевич Шпоть.
Заместителем председателя Московского общества урологов избран заместитель генерального директора ФГБУ «НМИЦ радиологии» Минздрава России по науке, проф. Борис Яковлевич Алексеев. Исполнительным директором Московского общества урологов назначен Артём Юрьевич Вотяков.
Департамент по образованию возглавляет директор учебного центра врачебной практики «PraxiMedica» Сеченовского университета Реваз Ревазович Харчилава.
Постоянно действующим коллегиальным руководящим органом МОУ является Координационный совет, избираемый Съездом МОУ. Для текущей работы по обеспечению деятельности МОУ сформирована исполнительная дирекция.